# Aeroportul Jwaneng
Aeroportul Jwaneng (IATA: JWA, ICAO: FBJW) este un aeroport din Jwaneng, Districtul Southern, Botswana, Botswana.
Situat la o altitudine de 1.188 m, aeroportul dispune de o singură pistă.